# 星火 (漫畫)
星火（英語：Starfire），又名寇莉安（Koriand'r），是DC漫畫的超級英雄。 她在《DC Comics Presents》#26（1980年10月）插入的預覽故事中首次亮相，由Marv Wolfman和GeorgePérez創作。首次以「星火」的名字出現於DC漫畫是在故事「The Answer Man of Space」中，於1962年2月的《Mystery in Space》#73，由Gardner F. Fox編寫。
2013年，星火在IGN的「DC漫畫25大英雄」中排名第21位。

## 其他媒體

### 電視
- 《少年悍將》
- 《少年悍將GO！》
- 《泰坦》：由安娜·迪奧普（英语：Anna Diop）飾演[2]。

### 電影
- 《少年悍將：東京攻略（英语：Teen Titans: Trouble in Tokyo）》
- 《超人/蝙蝠俠：公眾之敵》
- 《蝙蝠俠：勢不兩立》
- 《正義聯盟大戰少年悍將（英语：Justice League vs. Teen Titans）》
- 《樂高DC超級英雄：正義聯盟 高譚大越獄（英语：Lego DC Comics Super Heroes: Justice League – Gotham City Breakout）》
- 《DC超級英雄女孩︰年度英雄（英语：DC Super Hero Girls: Hero of the Year）》
- 《少年悍將：猶大契約（英语：Teen Titans: The Judas Contract）》
- 《DC超級英雄女孩︰星際遊戲（英语：DC Super Hero Girls: Intergalactic Games）》
- 《電影少年悍將GO！》

## 資料來源

### 腳註
1. ↑  Schedeen, Jesse (November 19, 2013). "The Top 25 Heroes of DC Comics" （页面存档备份，存于）. IGN.
2. ↑  . IMDb.   [2019-01-29]. （原始内容存档于2020-11-11）.

## 外部連結
- 漫画书数据库：Starfire
- DC Comics: Starfire （页面存档备份，存于）